# 포함체 근육염
포함체 근육염(包含體筋肉炎, inclusion body myositis, 봉입체 근염(封入體筋炎)은 먼쪽과 몸쪽 근육이 천천히 진행되는 약화 및 소모를 보이는 염증성 근육병으로, 대개가 팔과 다리 근육에 나타난다. 두 가지 유형이 있다: 산발성 포함체 근육염(sIBM), 유전성 포함체 근육염(hIBM)
약화는 천천히 오며(수개월에서 1년), 진행도는 꾸준하며 일반적으로 팔과 다리 근육의 심각한 약화 및 소모로 이어진다. 여성 보다 남성에게 더 흔하다. 환자들은 일상생활활동을 수행하는 것이 불가능하며 대부분이 증상이 온지 5~10년 내에 보조 기구를 필요로 한다. sIBM은 심각한 질병으로 취급되지는 않으나 추락으로 인한 심각한 상해의 위험이 증가된다. 일반적이면서 잠재적으로 치명적인 합병증은 연하곤란이다. 이 질병에 대한 효과적인 치료법은 없다.